# Чага, Элина Руслановна
Элина Руслановна Чага (20 мая 1993, ст. Кущёвская, Краснодарский край, Россия), наиболее известная под сценическим псевдонимом CHAGA (рус. Чага) — российская певица и автор-исполнитель.

## Биография
Родилась 20 мая 1993 года в станице Кущёвская Краснодарского края.
Профессиональное музыкальное образование получила в Ростовском государственном колледже искусств и Московском государственном музыкальном колледже эстрадно-джазового искусства.

### Музыкальная карьера
Первый значимый успех к девушке пришёл в 2012 году после участия в вокальном проекте «Голос-2» на Первом канале, где она вошла в команду Леонида Агутина. По итогам проекта, с ней был подписан контракт с продюсерским центром Л. Агутина сроком на пять лет.
В 2019 году певица выпустила свой первый студийный музыкальный альбом «Камасутра», в который вошло 12 композиций. Также после выпуска альбом было выпущено несколько видеоклипов на такие песни, как: «Алё» (при уч. Андрея Гризли), «Дозами», «Стерва любви» и «Рядом» (при уч. Левана Горозия). В 2021 году выпустила свой второй музыкальный альбом «ЛД» (Личный дневник), который презентовала на Авторадио.

## Дискография
- 2019 — Камасутра[9][10].
- 2021 — ЛД (Личный дневник)[8].

### Синглы
- 2014 — Чай с облепихой
- 2014 — Сердце моё
- 2014 — Время покажёт
- 2015 — Научи меня летать (ft. Антон Беляев)
- 2015 — Выхода не видно
- 2015 — Мечта
- 2015 — Адреналин
- 2016 — Ни я, ни ты
- 2016 — Полетели вниз
- 2017 — Небо — это ты
- 2017 — Февраль
- 2017 — Пропаду
- 2018 — Алё (ft Андрей Гризли)
- 2018 — Во всём виноваты котики
- 2019 — Kamasutra
- 2019 — Диско
- 2020 — Favela
- 2020 — Водитель
- 2021 — Позабыл (ft. RA, Назима)
- 2021 — ЛД
- 2021 — Оставь на потом
- 2022 — Тянет
- 2022 — Поревнуй
- 2022 — Каприз (ft. Alesya Kaf)
- 2022 — Pronto
- 2022 — Ало Ало
- 2022 — Запретная любовь (ft. Mireku Djima)
- 2023 — Улетаю
- 2023 — Дари свой свет (Burito, Арсений Бородин, Влад Топалов, Ксения Незнамова, Наталья Подольская)
- 2023 — Мой сон
- 2024 — Таяла
- 2024 — Для него
- 2024 — На моей руке
- 2024 — Тысяча карат
- 2024 — Леле
- 2024 — Ещё раз
- 2024 — Тай или улетай
- 2025 — Скрипка лиса

## Рецензии
- В 2019 году после презентации альбома «Камасутра», он был рецензирован Алексеем Мажаевым на сайте InterMedia и ему была поставлена оценка 7 из 10[9].